# Thomas Aquino Manyo Maeda
Thomas Aquino Manyo Maeda (japonès: 前田万葉) (Tsuwasaki, 3 de març de 1949), és un arquebisbe catòlic japonès, des del 2014 arquebisbe metropolità d'Osaka.
Va ser ordenat prevere el 1975 per la diòcesi de Nagasaki. Ha ocupat els càrrecs de vicari, rector, editor del butlletí diocesà. Va ser secretari general de la conferència episcopal del Japó des del 2006 fins a la seva elecció a bisbe (2011).
El 20 d'agost de 2014 el papa Francesc el nomenà arquebisbe metropolità d'Osaka. Des del 2016 é vicepresident de la conferència episcopal del Japó.
El 20 de maig del 2018 el Papa Francesc anuncià que seria creat cardenal en el consistori del 28 de juny.